# John B. Watson
John Broadus Watson, ameriški psiholog, * 9. januar 1878, Greenville, Južna Karolina,  ZDA, † 25. september 1958, New York, ZDA.
Utemeljil je behaviorizem po raziskavah vedenja živali. Poznan je po kontroverznem eksperimentu z Malim Albertom. Leta 1915 je bil izvoljen za predsednika Ameriškega psihološkega združenja.